# Prehistorisch Nederland

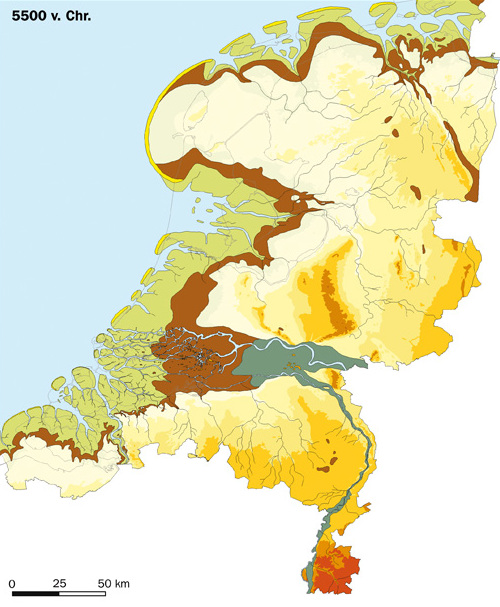
Nederland rond 5500 v.Chr.

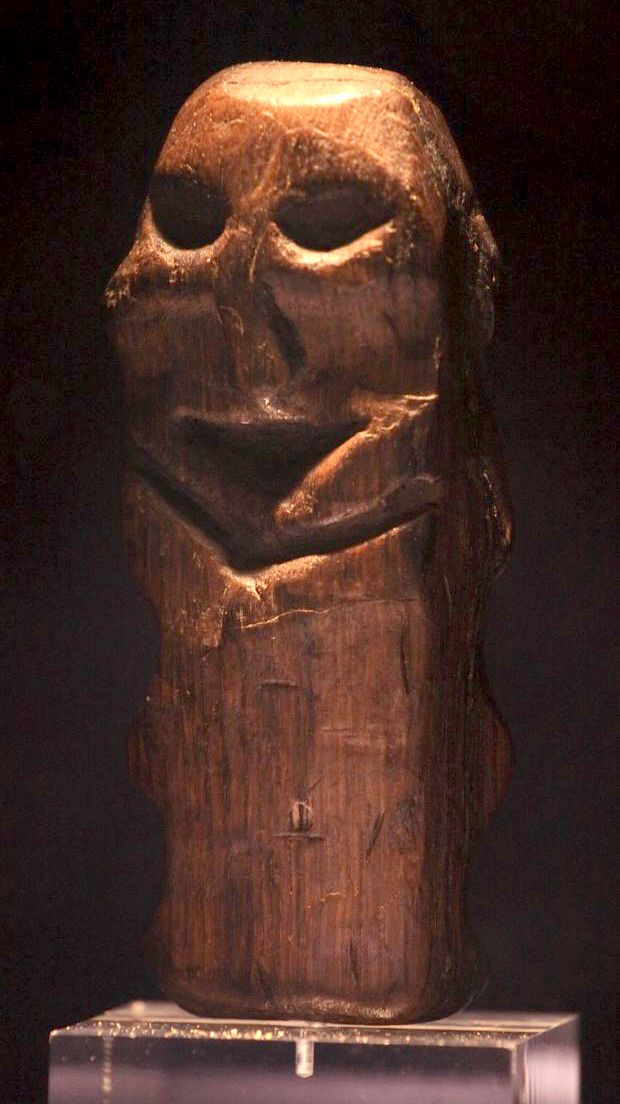
Mannetje van Willemstad uit ca. 4450 v. Chr.

Over Prehistorisch Nederland, de geschiedenis van Nederland tijdens de prehistorie, zijn per definitie geen geschreven bronnen beschikbaar; al onze kennis is uit opgravingen gehaald. Pas in de Romeinse tijd kwamen de eerste geschreven bronnen beschikbaar.

## Paleolithicum
Het gebied van het huidige Nederland is al vele tienduizenden jaren door de mens bewoond, dat wil zeggen, op de droge kuststroken en de hoge zandgronden. Deze periode, tot en met de laatste ijstijd (± 10.000 v.Chr), wordt de 'oude steentijd' (paleolithicum) genoemd.
De oudste in Nederland teruggevonden menselijke sporen (van neanderthalers in grindlagen bij Maastricht) zijn 70.000 tot 100.000 jaar oud. De voorlaatste ijstijd maakte vervolgens leven in dit gebied onmogelijk. De eerste moderne mensen waren jagers tijdens en na de laatste ijstijd, die hier achter hun prooidieren aantrokken en bij wijze van spreken de eerste 'vaste' bewoners waren. Van hun aanwezigheid getuigen nog vuurstenen bijlen en pijlspitsen.

## Mesolithicum
Na de ijstijd, in de middensteentijd (mesolithicum) was het gebied bewoond door diverse stammen, zoals blijkt uit een jachtkamp dat gevonden is bij Bergumermeer, Friesland (ongeveer 8000 v.Chr.). Nederland was in de warmere tijd na de ijstijd een heel geschikt gebied voor jagers. Ten westen van de huidige provincies Noord-Brabant, Gelderland, Overijssel en Drenthe was Nederland één grote moerasdelta doorsneden door talloze beken, meertjes en veengebieden. Het IJsselmeer bestond nog niet en was een reusachtig veenmoeras. Hierin wemelde het van de watervogels en vissen die een goede voedselbron voor jagers en verzamelaars vormden. De eerste kano van de geschiedenis komt uit deze periode (kano van Pesse, ca. 7900 v.Chr.).

## Neolithicum
Door de stijging van de zeespiegel als gevolg van het smelten van de ijskappen veranderde het westen van Nederland in een waddengebied. De afzettingen bestonden uit zand en oude blauwe zeeklei. Op de zeeklei groeide riet wat het begin was van de veenvorming.
Rond 5300 v.Chr. begon de 'nieuwe steentijd' (neolithicum) met de eerste landbouwers die naar het gebied kwamen, zoals te zien is aan grafvondsten en sporen van boerderijen op het lössplateau in Zuid-Limburg. Zij behoorden tot de Lineaire Bandkeramiek en namen onder andere graan, linzen en erwten mee. Deze cultuur kon zich niet uitbreiden naar de rest van Nederland omdat de dragers ervan nog geen ploeg kenden om de kleigronden mee te bewerken. Rond 4500 v.Chr. verdween de Bandkeramische landbouwcultuur tijdelijk. Van rond 4300 v.Chr. bestaan alleen nog sporen van jagers/landbouwers (Swifterbant).
Ongeveer 4100 v.Chr. bevond zich in Drenthe de trechterbekercultuur die de bekendste monumenten uit de regionale prehistorie heeft achtergelaten: de hunebedden, megalithische monumenten. Na 3900 v.Chr. is deze cultuur weer verdwenen.
Vanaf circa 3000 v.Chr. ontstond een kustbarrière in de vorm van strandwallen en lage duinen. Achter de strandwallen veranderde het land van een getijdelandschap in een lagune en vervolgens in een veenmoeras.
In het westen van Nederland zijn resten gevonden van de Vlaardingencultuur, genoemd naar de eerste vindplaats Vlaardingen. Deze cultuur beslaat de periode van 3500 v.Chr. tot 2500 v.Chr.

## Kopertijd
Het eerste wiel dat in Nederland is gevonden dateert van ongeveer 2400 v.Chr., al is dit van elders al bij de trechterbekercultuur bekend. De mensen van de klokbekercultuur, die nederzettingen bouwden langs de Atlantische kust van Marokko tot aan Scandinavië, gebruikten al koper. Voor het eerst vond er metaalbewerking plaats in Nederland, zoals stenen aambeelden en koperen tongdolkjes aantonen, die op de Veluwe bij Lunteren gevonden zijn.

## Bronstijd
De metaalbewerking breidde zich uit tegen 2000 v.Chr., waarmee de bronstijd aanbrak. Die bracht vooral veel welvaart in Drenthe, waar waarschijnlijk een belangrijke handelsroute doorheen liep richting Oostzee en Scandinavië.
Omstreeks het eerste millennium voor de jaartelling kwam Nederland in het invloedsgebied van de Midden-Europese urnenveldencultuur.

## IJzertijd
In de ijzertijd kwam zuidelijk Nederland onder invloed van de proto-Keltische Hallstattcultuur. Een daadwerkelijke Keltische immigratie is echter niet aangetoond.
Een eerste Germaanse invloed vanuit het noordoosten wordt zichtbaar met de Harpstedt-Nienburgcultuur, welke onder de pre-Romeinse ijzertijd viel. In de eerste eeuwen voor de jaartelling trokken Germaanse stammen vanuit het oosten Nederland binnen en vestigden zich vooralsnog in de noordelijke streken en rond de grote rivieren. Groepen, die het kleigebied van Friesland en Groningen bevolkten, begonnen hun huizen op terpen te bouwen om de binnenkomende zee te weerstaan. Later ontwikkelden ze dijken en pompen om ook het land te beschermen.

## Relatie huidige Nederlanders met prehistorisch Nederland
In oktober 2008 is een onderzoek naar de genetische oorsprong van de huidige Nederlanders gedaan (onder "blanken van het zogeheten Kaukasische ras"): "Het Genoom van Nederland".
De analyses laten zien hoe de voorouders van de onderzochte groep Nederland is binnengekomen:
- 77,5% kwam als jager/verzamelaar 35.000 jaar geleden in de Oude Steentijd (Paleolithicum) West-Europa binnen
- 20% kwam als boer 7.000 jaar geleden in de Nieuwe Steentijd (Neolithicum) Nederland binnen, en
- 2,5% kwam als recentere immigrant, met name de Indo-Europeanen tijdens de bronstijd.